# Раунтри, Джозеф
Джозеф Раунтри (Joseph Rowntree, 24 мая 1836 — 24 февраля 1925) — квакер, бизнесмен и филантроп из города Йорк, Англия. Наиболее известен тем, что являлся одним из поборников социальных реформ и был партнером и другом Чарльза Бута, а в своё время — как шоколатье из семейного бизнеса династии Раунтри, одного из самых известных в Британии. Даже будучи успешным бизнесменом, Джозеф Раунтри проявлял глубокий интерес к улучшению условий жизни своих работников. Это стремление стало отправной точкой в его становлении как филантропа, не жалеющего денег на самые разные благотворительные цели. В 1904 году им были основаны три фонда: «Джозеф Раунтри Виллидж Траст» (JRVT), который изначально создавался с целью строительства и управления садами в Нью-Иерсвике, «Благотворительный фонд Джозефа Раунтри» (JRCT) и «Фонд социальных услуг Джозефа Раунтри» (JRSST). Последние две были основаны с целью содействия социальным реформам. При этом разница между ними была в том, что, если «Благотворительный фонд» был создан с целью ведения непосредственно благотворительной работы, то «Фонд социальных услуг» представлял собой коммерческую организацию, что позволяло ему при необходимости проводить общественную и политическую работу, не разрешенную благотворительной организации. Раунтри рассчитывал, что только первая из этих трех организаций будет работать на постоянной основе, однако, фактически, все они функционируют до сих пор, правда «Фонд социальных услуг» был впоследствии переименован в «Фонд содействия реформам», а из «Джозеф Раунтри Виллидж Траст» в 1968 году была выделена самостоятельная организация «Джозеф Раунтри Хаусинг Траст». Таким образом, в настоящее время действуют четыре фонда.

## Ранние годы
Его родителями были Сара и Джозеф Раунтри, которые проживали на Пэймент-Стрит в Йорке, где отец Раунтри владел собственной бакалеей. Образование Раунтри получил в квакерской школе Бутхем (Bootham School). В четырнадцать лет, посетив вместе с отцом Ирландию, стал свидетелем последствий так называемого «Картофельного голода». Произведенное этой поездкой впечатление впоследствии оказало значительное влияние на его политические взгляды и отношение к тому, как надо вести предпринимательскую деятельность.

## Карьера
Джозеф начал работать в бизнесе своего отца в качестве ученика, после смерти которого в 1859 году он и его брат Джон Стивенсон Раунтри взяли на себя совместное управление всеми делами.
В 1869 году Раунтри присоединился к другому своему брату Генри Исааку Раунтри, который владел шоколадной фабрикой в Йорке, а когда в 1883 году Генри Исаак умер, стал владельцем компании. Управляя компанией «Rowntree’s», Джозеф старался воплотить свои прогрессивные идеи, в том числе при создании новой фабрики, открытой в 1881 году, для работников которой предусмотрел одну из первых профессиональных систем начисления пенсии.
К концу XIX века численность персонала компании «Rowntree’s» выросла с 30 до 4000 работников, что поставило её в число восьмидесяти крупнейших работодателей среди промышленных предприятий Великобритании. В 1969 году «Rowntree’s» объединилась с фирмой «John Mackintosh and Co», а в 1988 году была присоединена к компании «Nestle».

## Личная жизнь
Джозеф Раунтри был женат два раза, первый заключен в 1862 году с Джулией Элизой Сибом, которая умерла в 1863 и затем с её двоюродной сестрой Эммой Антуанеттой Сибом в 1867, которая родила ему шестерых детей, в том числе известного британского социолога Бенджамина Сибома Раунтри (7 июля 1871 – 7 октября 1954).
Джозеф Раунтри похоронен на фамильном участке вместе с другими членами своей семьи на квакерском кладбище рядом с больницей для душевнобольных «Ретрит», находящейся на Хеслингтонском шоссе около города Йорк.

## Философские и политические взгляды
Джозеф Раунтри разделял либеральные ценности. Он также стремился к улучшению качества жизни его работников. Достижению этой цели способствовало, например, открытие библиотеки, получение работниками бесплатного образования, выпуск корпоративного журнала, назначение управляющего по вопросам социального обеспечения, назначение корпоративного доктора и дантиста, учреждение пенсионного фонда.

## Школа Джозефа Раунтри («The Joseph Rowntree School»)
Школа была построена в Йорке в 1942 году на средства «Джозеф Раунтри Виллидж Траст». Недавно она была отреставрирована за 29 миллионов фунтов стерлингов и получила своё нынешнее название. Среди студентов она известна как Джоу Роу («Jo Ro»).